# Sante Carollo
Sante Carolo, meglio noto come Sante Carollo (Montecchio Precalcino, 8 febbraio 1924 – Thiene, 9 gennaio 2004) è stato un ciclista su strada italiano.
Professionista dal 1949 al 1951, fu maglia nera al Giro d'Italia.

## Carriera
Originario di Montecchio Precalcino, era abitualmente muratore di professione. Iscritto alla categoria Indipendenti, nella stagione 1949 gareggiò alla Milano-Sanremo e al Giro del Lazio a tappe. In maggio venne chiamato all'ultimo momento dalla squadra Wilier Triestina per sostituire Fiorenzo Magni, colpito da influenza, alla partenza del Giro d'Italia 1949. Curiosamente, ma non sorprendentemente, venne registrato con un nome storpiato, Sante Carollo, con cui è maggiormente noto. Non essendo particolarmente avvezzo alle lunghe gare ciclistiche, accumulò in breve tempo pesanti ritardi negli ordini d'arrivo; già alla prima tappa tagliò il traguardo per ultimo, staccato di più di un'ora dal primo, Mario Fazio, andando a vestire la maglia nera, contrassegno dell'ultimo in classifica.
Inaspettatamente fu quello l'inizio della sua notorietà poiché Luigi Malabrocca, vincitore della maglia nera per due anni consecutivi, nel 1946 e 1947, intraprese una vera e propria battaglia contro di lui per impossessarsi ancora una volta della maglia, che oltre al significato meramente numerico dava diritto a premi in natura; questo, naturalmente, stando sempre ben attento in ogni tappa a non concludere fuori tempo massimo, pena l'esclusione dalla corsa. Malabrocca, dopo una lunga serie di nascondigli, forature e perdite di tempo varie (nella tappa di Bolzano, si narra, si nascose in un silo, mentre a Genova si nascose in un fosso) non era però ancora riuscito a strappare la maglia al muratore vicentino. Nel corso dell'ultima tappa, da Torino a Monza, tentò quindi l'ultimo assalto alla maglia: approfittando di una foratura entrò in un'osteria, mangiò, bevve, incontrò tifosi, per poi riprendere la bicicletta e tagliare il traguardo con due ore e venti di ritardo – quanto bastava per dargli la certezza della "vittoria" – da Carollo, rimasto nella pancia del gruppo. La giuria, però, stanca della sceneggiata, era già andata via e gli aveva assegnato lo stesso tempo del gruppo. Malabrocca concluse così sessantaquattresimo a poco meno di otto ore da Fausto Coppi, Carollo invece fu sessantacinquesimo a quasi dieci ore, aggiudicandosi la maglia nera coi relativi premi. Durante quel Giro il programma radiofonico Giringiro dedicò a Carollo anche un verso di una canzone: «E vicino alle stelle passa Carolo mangiando frittelle».
Quella del Giro del 1949 in maglia Wilier restò per il vicentino un'avventura sostanzialmente isolata. Dopo il Giro del Lazio/Corosport corso ancora con Wilier, in sostituzione di Egidio Feruglio, nei mesi finali del 1949 partecipò come indipendente tra gli altri al Giro dei Tre Mari, alla Coppa Bernocchi e al Giro di Lombardia. Tornò poi al mestiere originario di muratore, lavorando anche in Svizzera con il padre.
È morto nel gennaio 2004.

## Palmarès

### Altri successi
- 1949

Maglia nera Giro d'Italia

## Piazzamenti

### Grandi Giri
- Giro d'Italia

1949: 65º

### Classiche monumento
- Milano-Sanremo

1949: 78º
- Giro di Lombardia

1949: 42º